# Chromatomyia gentianae
Chromatomyia gentianae este o specie de muște din genul Chromatomyia, familia Agromyzidae, descrisă de Friedrich Georg Hendel în anul 1920. Conform Catalogue of Life specia Chromatomyia gentianae nu are subspecii cunoscute.